# بحيرة صيدا
بحيرة صيدا هي بحيرة صناعية نشأت عام 2016 نتيجة الطمر الصحي للنفايات.
بدأ هذا المشروع بالمزامنة مع افتتاح بلدية صيدا لحديقة السعودي. وما زال طمر البحر مستمراً مما أدى لنشوء البحيرة بشكلها الحالي. وهي جزء من المرحلة الأولية للتخلص من جبل النفايات في صيدا.

## معرض الصور

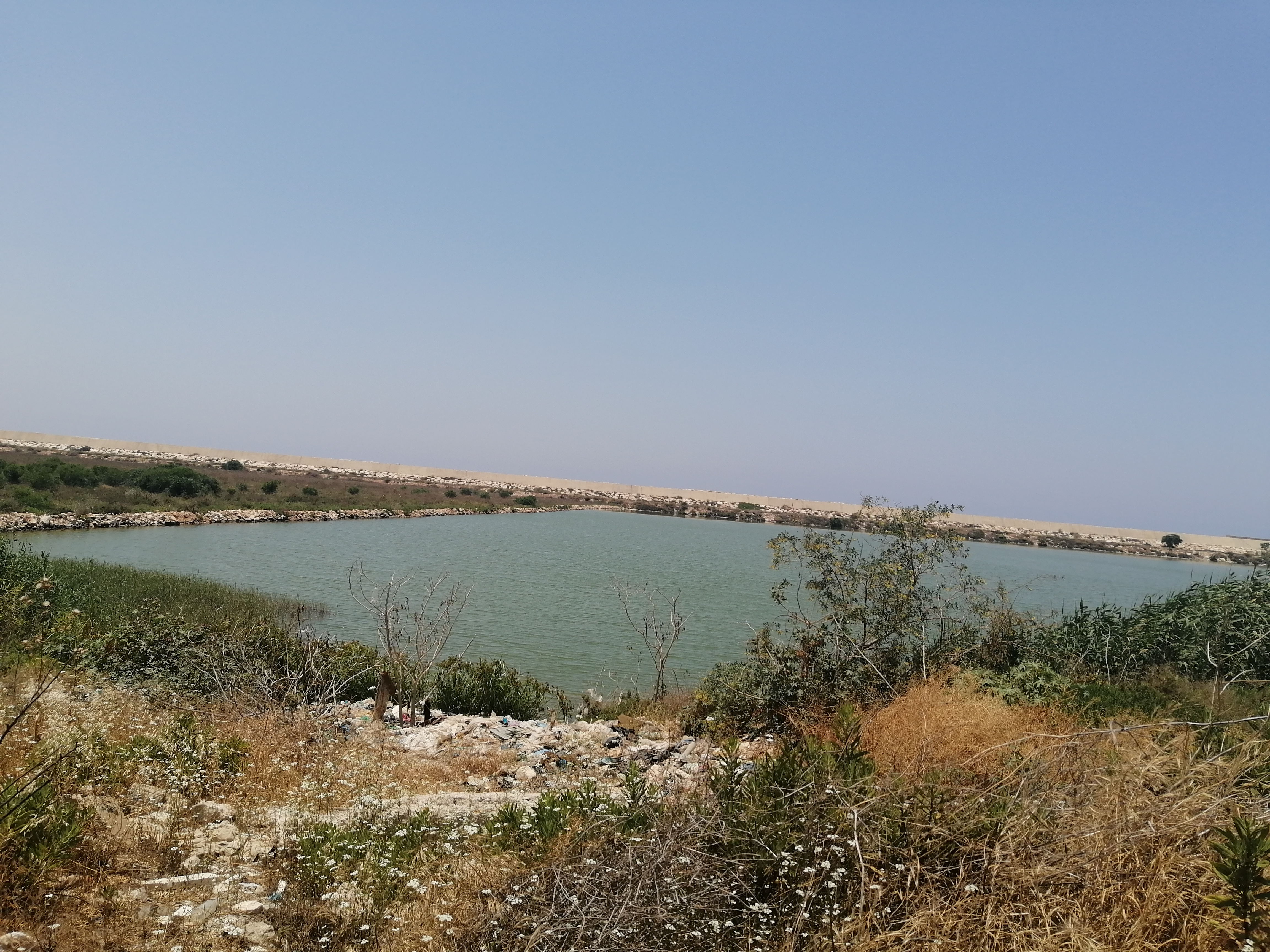
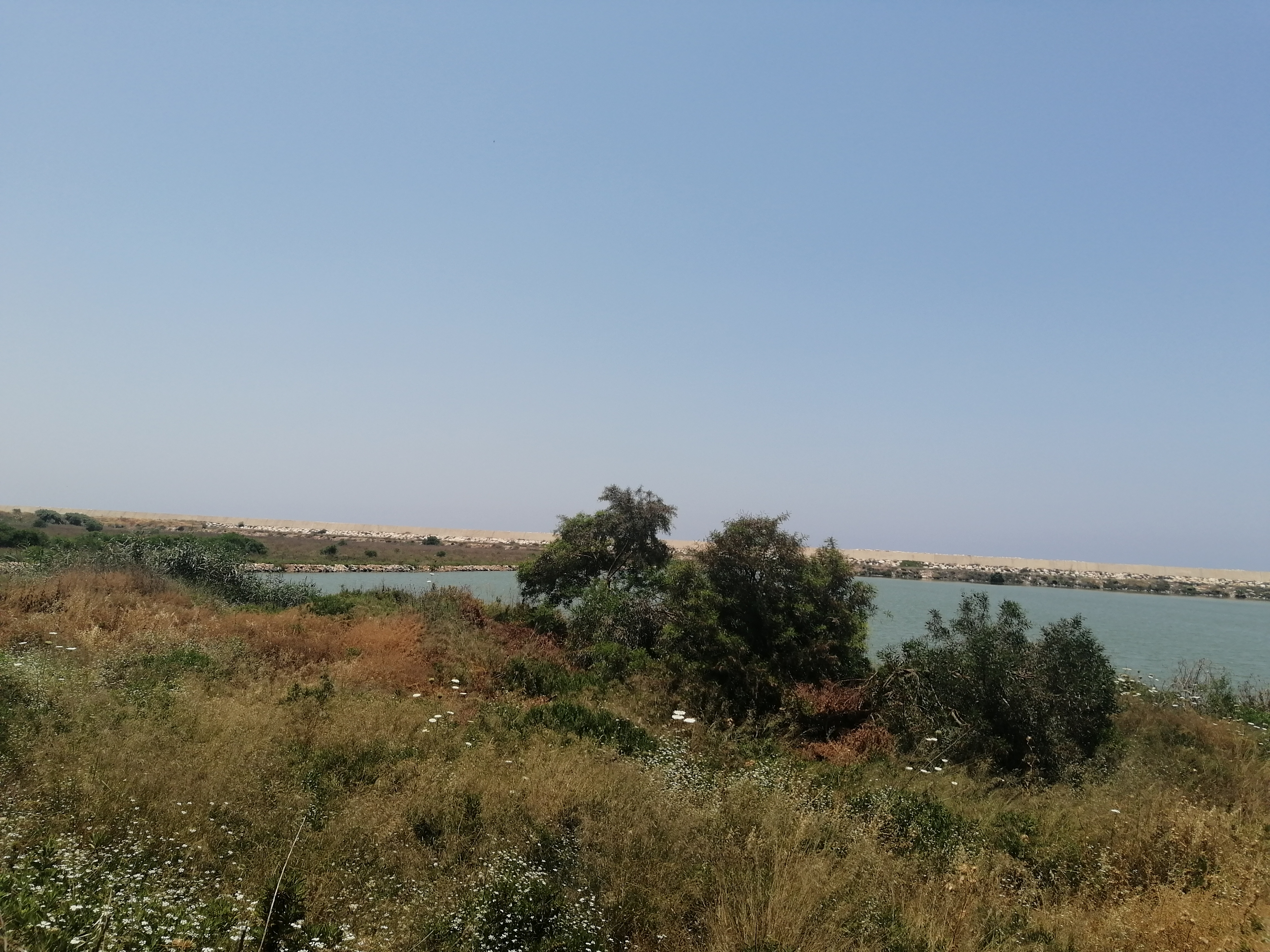
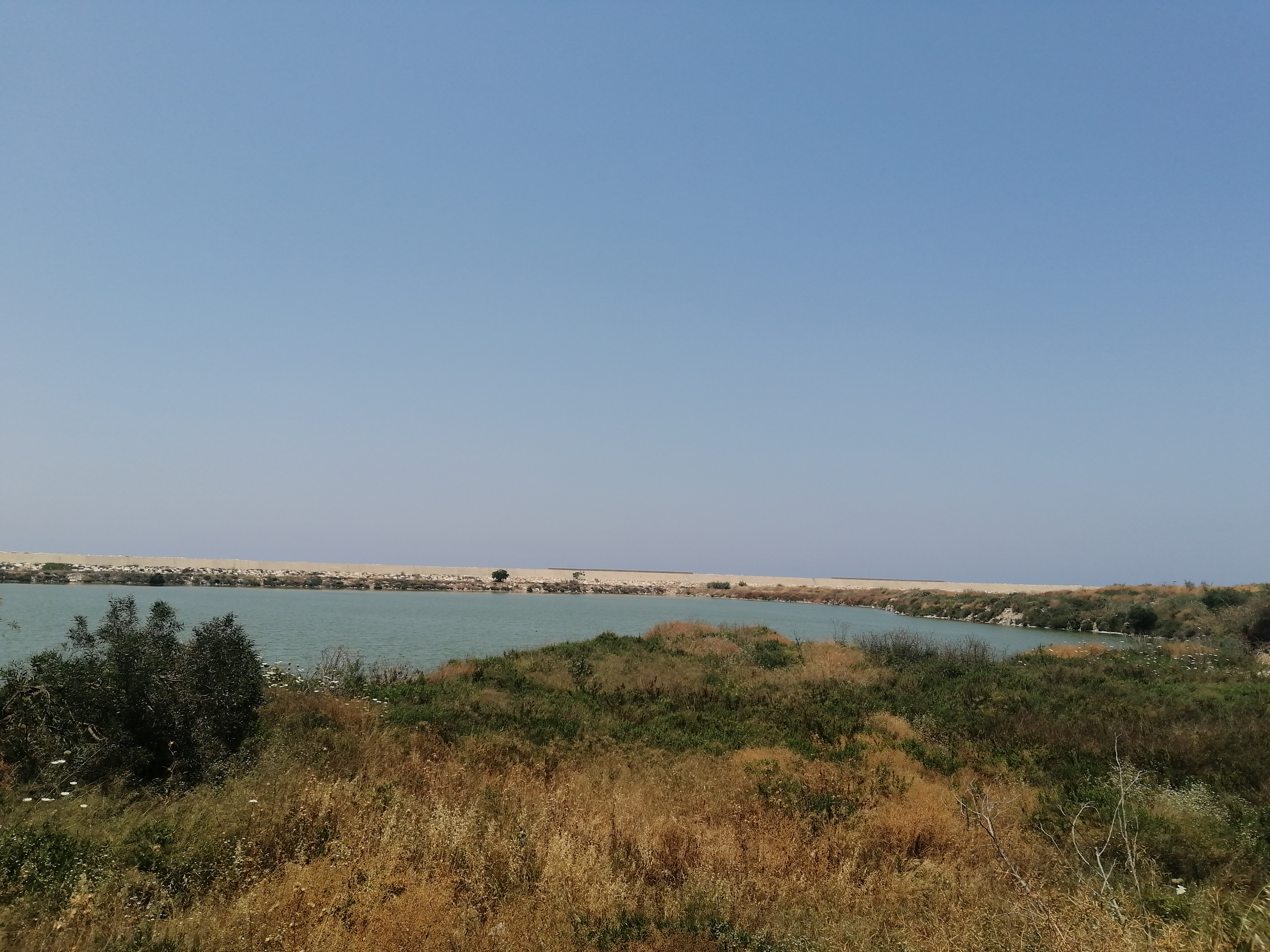
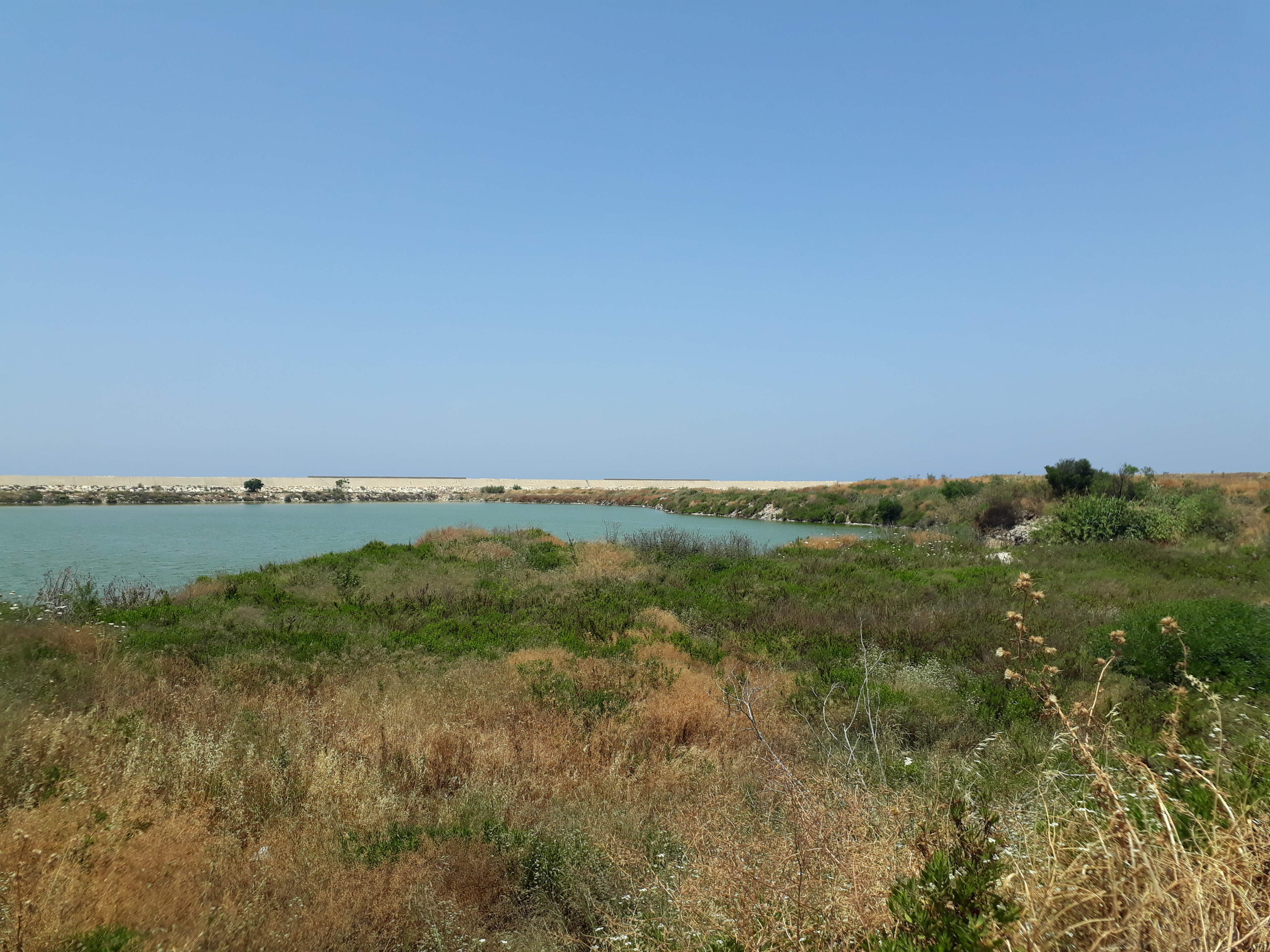